# 番星寺
番星寺（ばんせいじ）は、埼玉県新座市野火止にある日蓮宗の寺院。山号は清立山。旧本山は中山法華経寺。

## 歴史
円応院日近（元禄13年（1700年）没）を開山に豊島郡徳丸（現在の板橋区）に創建した法華堂が起源。寛文4年（1664年）千葉県市川市の大本山正中山法華経寺から寺号山号を受ける。明暦2年（1655年）から開発が始まった菅沢新田（武蔵橘樹郡菅沢村(神奈川県横浜市鶴見区菅沢町付近)からの移住者が開墾した。）へ長谷川忠兵衛が開基となり移転し、正徳6年（1716年）までに再興された。その後一時無住となるが、昭和27年（1952年）立教開宗700年を記念して、寺号を番星寺に戻し現在にいたる。

## 参考資料
- 日蓮宗寺院大鑑編集委員会『宗祖第七百遠忌記念出版 日蓮宗寺院大鑑』大本山池上本門寺 (1981年)
- 新座市史
- 「菅澤村 法華堂」『新編武蔵風土記稿』 巻ノ131新座郡ノ3、内務省地理局、1884年6月。NDLJP:763996/41。